# Messapus mygaloides
Espèce
Messapus mygaloides est une espèce d'araignées aranéomorphes de la famille des Corinnidae.

## Distribution
Cette espèce se rencontre en Tanzanie et au Mozambique.

## Description
La femelle holotype mesure 8,40 mm et les mâles paratypes 7,70 et 8,28 mm.

## Systématique et taxinomie
Cette espèce a été décrite par Haddad et Grismado en 2025.

## Publication originale
- Haddad & Grismado, 2025 : « Further additions to the rare dark sac spider genus Messapus Simon, 1897 (Araneae: Corinnidae). » Zootaxa, no 5637(2), p. 351-362.